# Ha Joon-eem
Ha Joon-eem (ur. 26 grudnia 1989 w Gumi w Korei Południowej) – południowokoreańska siatkarka grająca jako środkowa. Obecnie występuje w drużynie Seongnam Korea Expressway Corporation Hi-pass Zenith.